# 板谷順助

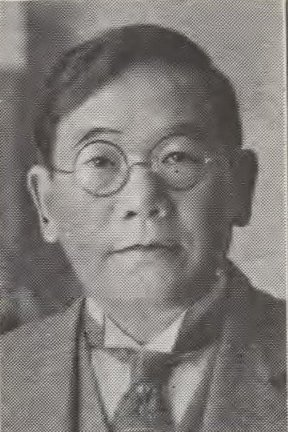
板谷順助

板谷 順助（いたや じゅんすけ、1877年（明治10年）3月12日 - 1949年（昭和24年）12月20日）は、貴族院勅選議員、衆議院議員、参議院議員。研究会所属。旧姓・山田。

## 経歴
新潟県出身。山田六右衛門の息子として生まれ、初代・板谷宮吉の養子となる。慶應義塾大学卒業後、明治45年（1912年）板谷商船副社長、小樽商業会議所顧問、北海道農友会会頭、札幌電気軌道、渡島海岸鉄道、沙流鉄道、洞爺湖電気鉄道、帝国自動車工業各社長。樺太銀行、平和生命、十合百貨店、日本電気冶金、羽田精機各取締役。
昭和2年（1927年）に栗林五朔急死に伴う北海道選挙区の補欠選挙において政友会は室蘭から適当な候補者を絞れず小樽の板谷が推薦されることになり、民政党の候補者と争い衆議院議員に当選した。以降4区で第16-18回と連続当選していたが室蘭出身の南条徳男にやぶれ4区からは撤退した。当選6回を数えた。齋藤内閣で鉄道参与官、昭和21年（1946年）5月18日に貴族院議員に勅選され、研究会に所属し1947年（昭和22年）5月2日の貴族院廃止まで在任した。同年、参議院議員に当選、参議院運輸及び交通、運輸各委員長となる。日本自由党、民主自由党で参議院議員会長。
議員在職中の1949年（昭和24年）12月20日に死去した。72歳没。翌21日、特旨を以て位一級を追陞され、死没日付をもって正五位勲四等から従四位勲三等に叙され、瑞宝章を追贈された。哀悼演説は同月21日、参議院本会議で村上義一により行われた。墓所は多磨霊園。

## 親族
- 妻 板谷イク（養父長女）[4]
- 義弟 板谷宮吉 (2代)（真吉、妻の弟）[4]
- 婿養子 板谷康男（上原平太郎三男）[14]
  - 康男の義弟 水島廣雄（そごう社長・会長）[15]